# Кравчук Максим Ігорович
Макси́м І́горович Кравчу́к — лейтенант Збройних сил України, учасник російсько-української війни.
2013 року закінчив академію сухопутних військ — управління діями підрозділів танкових військ.

## Нагороди
За особисту мужність і героїзм, виявлені у захисті державного суверенітету та територіальної цілісності України, вірність військовій присязі під час російсько-української війни
- нагороджений орденом Богдана Хмельницького III ступеня (26.2.2015).